# ウィリアム・バーンズ (言語学者)

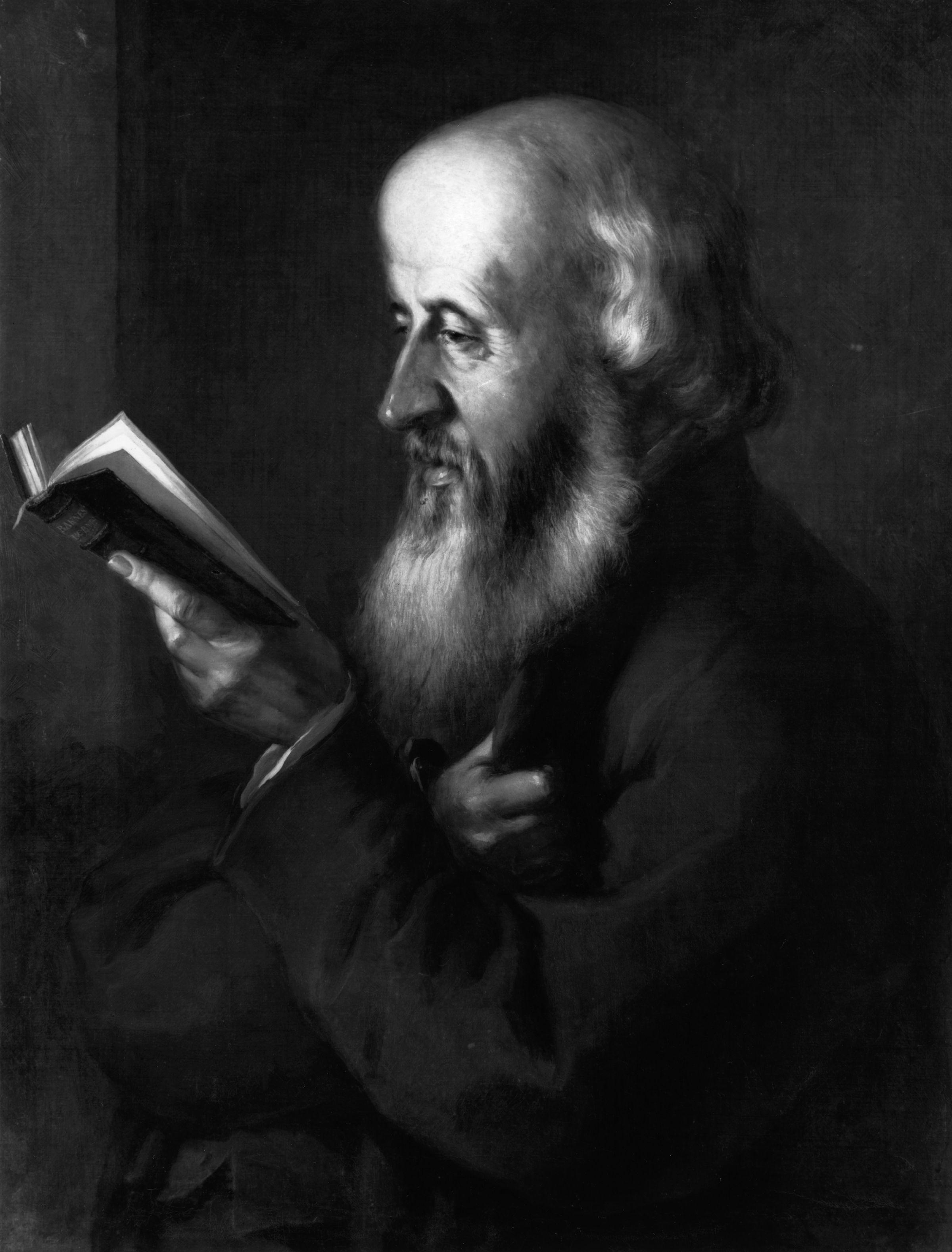
ウィリアム・バーンズ

ウィリアム・バーンズ（William Barnes, 1801年2月22日 - 1886年10月7日）は、イギリスの作家、牧師、言語学者。1801年、イギリスのドーセットの農家の子に生まれる。1851年にケンブリッジ大学のセント・ジョンズ・カレッジで神学士の学位を取得。事務弁護士、教諭になった後に牧師になる。トーマス・ハーディ、ジェラード・マンリ・ホプキンスなど親交をもつ。

## 著作
- Poems in Dorset Dialect （1844年)
- Philological Grammar （1857年）
- Hwomely Rhymes （1858年）
- Se Gefylsta, an Anglo-Saxon Delectus （1849年）
- Tiw, or a View of Roots （1862年）
- Glossary of Dorset Dialect （1863年）

## 造語
ギリシア語、ラテン語など博識でsun-print（写真）、wortlore（植物学）、welkinfire（比喩）、nipperlings（ピンセット）など借用語から置き換える新語を作った。